# ケルン大学
ケルン大学（ケルンだいがく、ドイツ語: Universität zu Köln, 英語: University of Cologne）は、ドイツの都市ケルンにあるヨーロッパ最古の大学の一つである。
設立は1388年であり、ドイツで２番目に古い大学である。神聖ローマ帝国内では、プラハ・カレル大学（1348年）、ウィーン大学（1365年）、ハイデルベルク大学（1386年）に次ぐ。
当時、市の政治経済を支配していた都市貴族層、「リーヒャー・ツェッヒェ」（Richerzeche＝A.Glierによると、文字通りには＞Bruderschaft der Reichen＜、邦語では「富者兄弟団、富者クラブ」ほどの意味；一種の「門閥寄合」）のイニシアティブによって、ローマ教皇ウルバヌス6世の名義により設立された。大学創立は教会大分裂（ 1378年－1417年）と関係がある。教会大分裂がはじまると、パリ大学が分裂してアヴィニョン派が優勢になり、ローマ派のドイツ人学徒がパリを退去してハイデルベルク、ケルン、エアフルトにやって来た。これがきっかけとなって3大学が生まれた。なお、ケルン大学の前身は大聖堂付属学校とドミニコ会神学大学であるが、後者ではトマス・アクィナスの師アルベルトゥス・マグヌスや神秘主義で著名なマイスター・エックハルトが教鞭をとっている。。教皇が1388年5月21日付けで大学に与えた特許状の宛先は、ケルンの市参事会員、審判人、市民、都市自治体（consules, scabini, cives et commune civitatis Coloniensis）となっている。
開校は1389年1月6日。
1798年フランス軍のライン左岸占領に伴い、ケルン大学はボン大学、マインツ大学とともに閉鎖された。
ドイツ連邦共和国内で最大規模の学生数（約 51,000人; 2019/20 冬学期）を擁する。

## 評価
2021年のTHE世界大学ランキングにおいて、世界第145位とされた。2021年の世界大学学術ランキングにおいて、世界第151～200位とされた。これまでに、３人のノーベル賞受賞者、２人の連邦大統領 (ドイツ)を輩出している。

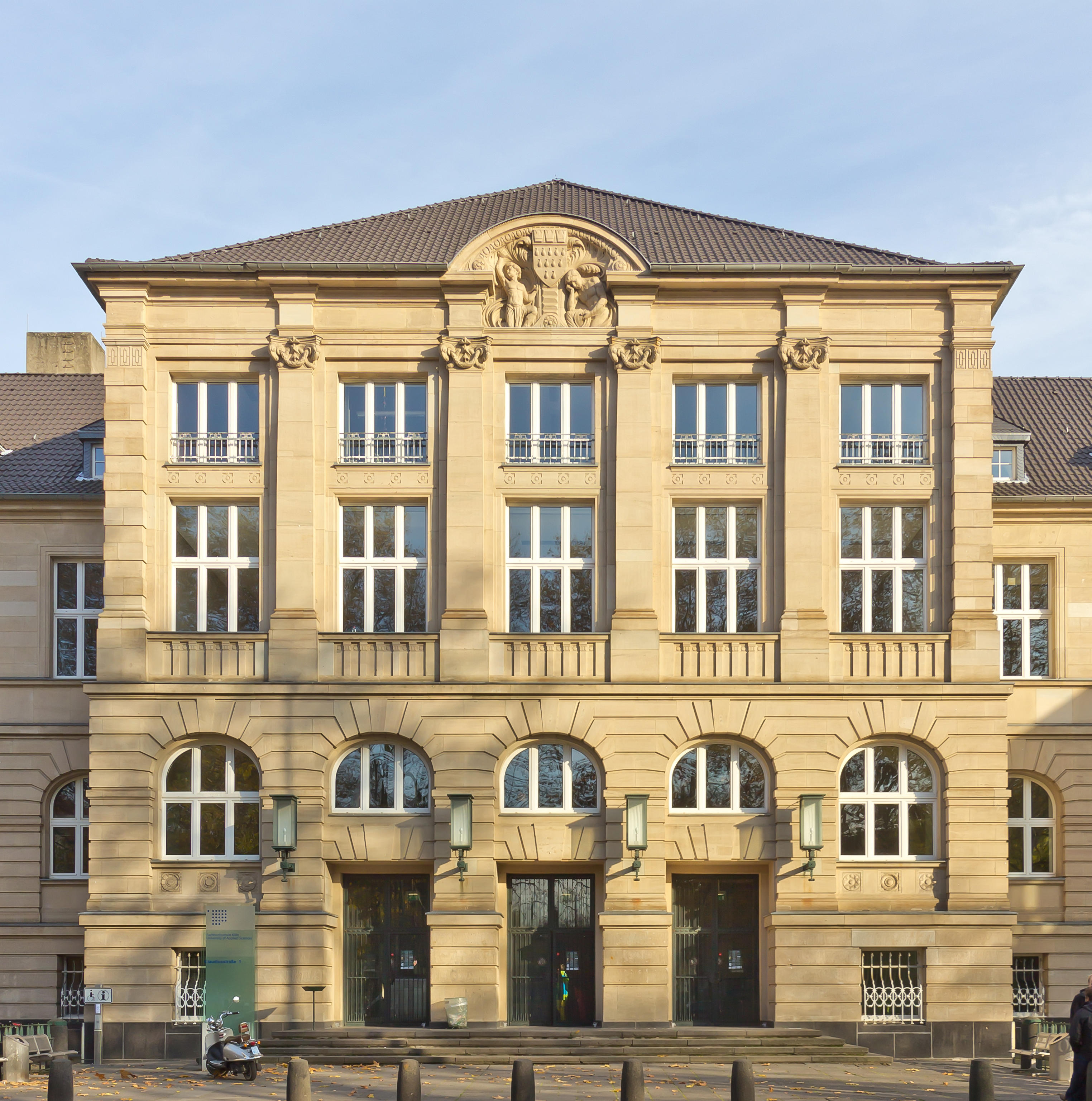
Fachhochschule Köln - Campus Südstadt, GWZ-2984

## 文献

### 歴史
- Erich Meuthen: Kölner Universitätsgeschichte, Band I: Die alte Universität, 1988, ISBN 3-412-06287-1

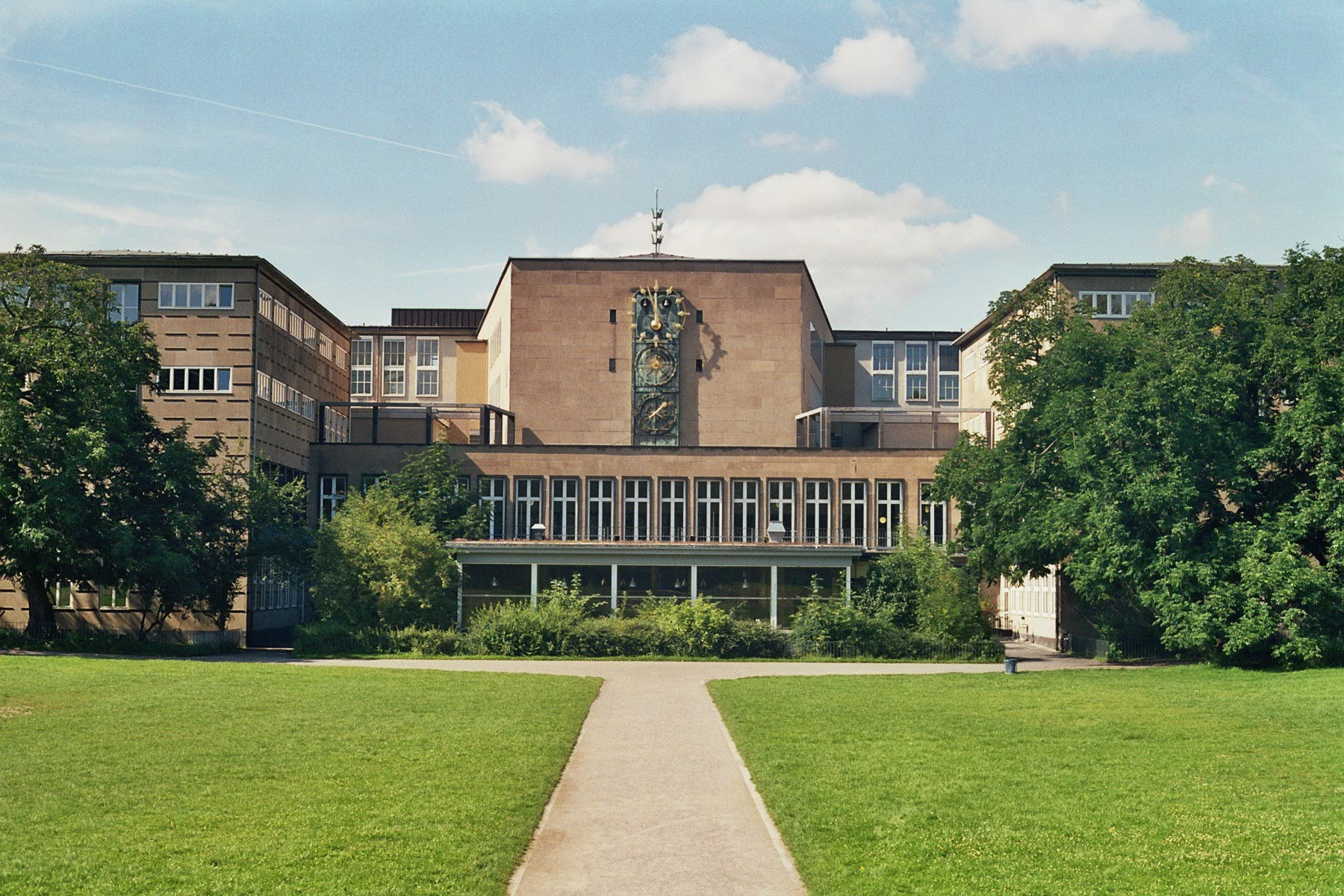
Universitat zu Köln Hauptgebäude ost

- Bernd Heimbüchel und Klaus Pabst: Kölner Universitätsgeschichte, Band II: Das 19. und 20. Jahrhundert, 1988, ISBN 3-412-01588-1
- Erich Meuthen (Hrsg.): Kölner Universitätsgeschichte, Band III: Die neue Universität - Daten und Fakten, 1988, ISBN 3-412-01688-8
- Universitat zu Köln Hauptgebäude ost